# مکبین (فیلم)
مکبین (به انگلیسی: McBain) یک فیلم اکشن آمریکایی محصول سال ۱۹۹۱ است که توسط جیمز گلیکنهاوس نوشته و کارگردانی شده‌است. بازیگران اصلی کریستوفر واکن (در نقش بابی مکبین)، مایکل ایرون‌ساید و ماریا کونچیتا آلونسو می‌باشد. همچنین لوئیس گازمن در نقش یک فروشنده مواد مخدر به نام «پاپو» ظاهر می‌شود.
مکبین در اصل نام یک شخصیت فیلم اکشن در انیمیشن کمدی سیمپسون‌ها بود که توسط شبیه‌سازی آرنولد شوارتزنگر بازی می‌شد. حضور او در سیمپسون‌ها قبل از اکران فیلم بود و جدای از نام، فیلم هیچ ارتباطی با شخصیت ندارد.

## داستان
یک سرباز سابق برای انتقام گرفتن از دیکتاتور کلمبیایی که دوست قدیمی خود، مبارز آزادی را کشته‌است، دوستان قدیمی ارتش خود را جمع می‌کند.

## باکس آفیس
این فیلم کمتر از ۵۰۰٫۰۰۰ دلار در باکس آفیس ایالات متحده فروش کرد.